# Nowa Pawłówka
Nowa Pawłówka – wieś w Polsce położona w województwie podlaskim, w powiecie suwalskim, w gminie Przerośl.
W latach 1975–1998 miejscowość administracyjnie należała do województwa suwalskiego.
W miejscowości znajduje się kościół, który w strukturze kościoła rzymskokatolickiego jest siedzibą parafii pod wezwaniem Trójcy Przenajświętszej, należącej do dekanatu Filipów, diecezji ełckiej.

## Zabytki
W Nowej Pawłówce znajdują się następujące zabytki wpisane do rejestru zabytków:
- Drewniany kościół parafialny Trójcy Przenajświętszej. Dawna drewniana cerkiew wybudowana w 1905,  w 1923 zakupiona, przeniesiona z miejscowości Teolin (obecnie Białoruś) i przebudowana na kościół[8].
- Drewniana dzwonnica z lat dwudziestych XX w.
- Cmentarz rzymskokatolicki